# Чаллис, Кристофер
Кристофер Чаллис (англ. Christopher Challis; род. 18 марта 1919 — 31 мая 2012) — английский кинооператор.

## Биография
Родился 18 марта 1919 года в районе Кенсингтон, Лондон. Карьеру кинооператора начал в 1947 году. В 1964 году получил свою первую номинацию на премию BAFTA за лучшую операторскую работу в фильме «Победители». В следующий раз его номинировали в 1966 году за фильм «Воздушные приключения», а в 1967 году он стал лауреатом премии за фильм «Арабеска». Последнюю номинацию Чаллис получил в 1978 году за операторскую работу в фильме «Бездна».
Был одним из основателей Британского общества кинооператоров и их президентом с 1962 по 1964 год.
Умер 31 мая 2012 года в городе Бристоль.

## Избранная фильмография
- 1951 — Сказки Гофмана / The Tales of Hoffmann (реж. Майкл Пауэлл, Эмерик Прессбургер)
- 1953 — Женевьева / Genevieve (реж. Генри Корнелиус)
- 1960 — Потопить «Бисмарк» / Sink the Bismarck! (реж. Льюис Гилберт)
- 1963 — Корабли викингов / The Long Ships (реж. Джек Кардифф)
- 1963 — Победители / The Victors (реж. Карл Форман)
- 1964 — Выстрел в темноте / A Shot In The Dark (реж. Блейк Эдвардс)
- 1965 — Воздушные приключения / Those Magnificent Men in Their Flying Machines or How I Flew from London to Paris in 25 hours 11 minutes (реж. Кен Эннакин)
- 1966 — Арабеска / Arabesque (реж. Стэнли Донен)
- 1967 — Двое на дороге / Two for the road (реж. Стэнли Донен)
- 1969 — Лестница / Staircase (реж. Стэнли Донен)
- 1970 — Частная жизнь Шерлока Холмса / The Private Life of Sherlock Holmes (реж. Билли Уайлдер)
- 1971 — Мария — королева Шотландии / Mary, Queen of Scots (реж. Чарльз Джэрротт)
- 1974 — Маленький принц / The Little Prince (реж. Стэнли Донен)
- 1977 — Бездна / The Deep (реж. Питер Йетс)
- 1978 — Ураган с Навароне / Force 10 From Navarone (реж. Гай Хэмилтон)
- 1979 — Спасите «Титаник» / S.O.S. Titanic (реж. Уильям Хэйл)
- 1982 — Зло под солнцем / Evil Under the Sun (реж. Гай Хэмилтон)
- 1984 — Совершенно секретно! / Top Secret! (реж. Джим Абрахамс, Джерри Цукер, Дэвид Цукер)